# Babcock España
Babcock España, ahora Avincis y hasta 2017 denominada Inaer, es una compañía aeronáutica española dedicada a servicios de emergencia aérea y mantenimiento de aeronaves. Está especializada en operaciones como emergencia médica, protección civil, búsqueda y rescate en mar y montaña, vigilancia de costas y pesquera, lucha contra incendios, entrenamiento y mantenimiento de aeronaves. Forma parte de Babcock International Group, compañía británica dedicada a servicios de ingeniería, especializada en servicios de apoyo que gestionan complejos activos e infraestructuras en entornos de seguridad y misiones críticas. 

En marzo de 2023 la mayor parte de la empresa fue vendida y tomó el nombre de Avincis.Los nombres de esta empresa han sido Avincis, antes Babcock España y previamente Inaer. Inaer fue la fusión entre Helicsa y Helisureste en 2003.
E.n 2017 Ba y previamente bcock España realizó 41 414  horas de vuelo, en las que llevó a cabo 10 676 misiones de emergencia sanitaria (HEMS) en las que atendieron a 9 086 pacientes, 1 113  operaciones de prevención y extinción de incendios en las que se pararon 1 113 fuegos, 1 413 misiones de búsqueda y rescate, 9 892 horas invertidas en la formación de pilotos  y  3 347 horas en vuelos de vigilancia y protección civil. Los servicios de Babcock España también incluyen el mantenimiento de aeronaves con la capacidad de mantener 31 aeronaves simultáneamente. Todo esto es posible gracias a las más de 120 bases localizadas por toda España y 1300 empleados dedicados incluyendo alrededor de 50 ingenieros y 400 técnicos que  trabajan cerca de 750 000 horas por año.

## Historia

### De 1965 hasta finales de los años 1990
En 1965 nace Helicsa Helicópteros. Esta compañía fue la primera en operar en España servicios para plataformas petrolíferas. Asimismo fue pionera en prestar servicios SAR en España, primero para Junta de Galicia y para Sasemar.
Por otro lado, en 1983 nace Helisureste, especializada en emergencias médicas y en tareas de prevención y extinción de incendios. En 1996 consiguió ser la única compañía autorizada para efectuar transporte regular de pasajeros en helicóptero, y también equipos de trasplante de órganos para la Organización Nacional de Trasplantes.

### Del 2000 hasta 2017

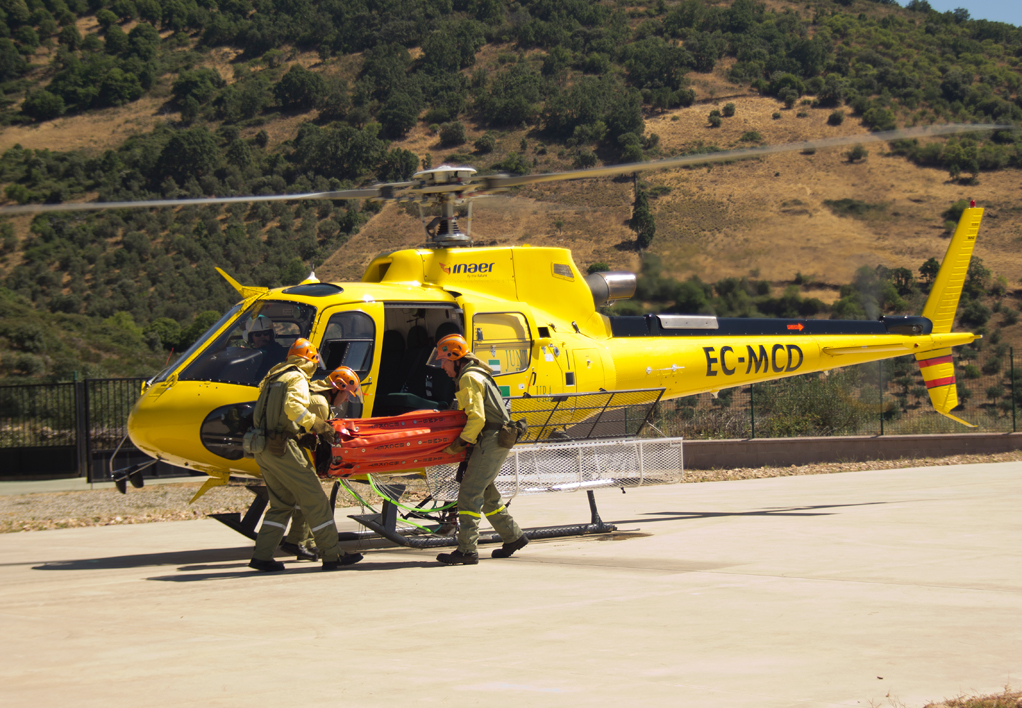
Airbus Helicopters AS350 - Incendios

En 2003 Helicsa Helicópteros y Helicópteros del Sureste se integran y se crea Inaer. En 2004, la compañía empieza su expansión internacional con la incorporación de Helisul en Portugal y en 2005 en Italia con Elidolomiti. En este mismo año, EASA certifica a Inaer como una de las primeras oficinas de diseño en Europa. En 2006, tras la adquisición de Cegisa, Inaer inicia las operaciones contra incendios de ala fija. En 2007 continúa su expansión internacional y comienza sus operaciones en Chile a través de una filial especializada en trabajos aéreos y lucha contra incendios. En 2008 se consolida en el plano internacional con la incorporación a la compañía de Eliario en Italia, Proteus en Francia y Aeromaritime en Reino Unido. Con la compra de Helitalia en 2009, se consolida también como empresa líder en el mercado italiano de servicios médicos de emergencia con helicópteros. Posteriormente Inaer adquiere Australian Helicopters en 2010 y Bond Aviation Group en 2011. En 2013 comienzan las operaciones con Bond Helicopters Australia y en el 2014 la adquisición de Scandinavian Air Ambulances (SAA). En este mismo año, el conjunto total de empresas fueron adquiridos por la multinacional Babcock International Group. Anteriormente estaba controlada por el Fondo de Capital Riesgo INVESTINDUSTRIAL

### Llegada de Babcock
En enero de 2017 y como parte del proceso de adquisición de la compañía por parte de la británica Babcock International Group, pasó a denominarse Babcock Mission Critical Services España.

## Servicios

### Líneas fijas
Desde el 15 de julio de 2010, dispuso una línea fija entre la ciudad de Algeciras y el Helipuerto de Ceuta y desde 1996, realizaba también el enlace aéreo entre la ciudad norteafricana y Málaga, siendo estas dos líneas las únicas conexiones por vía aérea de Ceuta con la península, al carecer la ciudad norteafricana de aeropuerto. No obstante, Inaer hizo pública su decisión de no seguir operando este servicio a partir del 25 de marzo de 2012. Se trató de una decisión estratégica para la compañía que respondía a criterios comerciales y de viabilidad de negocio.

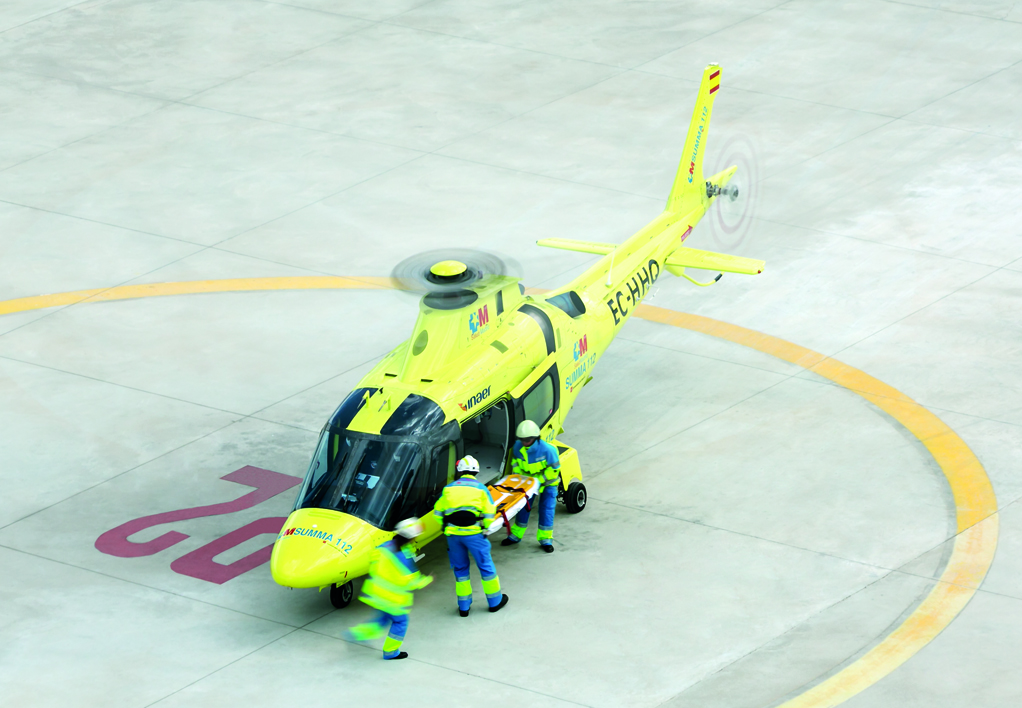
Agusta Westland AW109 HEMS

### Emergencia Médica y Protección Civil (HEMS)
Babcock España presta servicios de emergencia médica y protección civil desde que puso en marcha el primer helicóptero medicalizado en España en 1986.
Actualmente la compañía realiza traslados interhospitalarios, asistencias médicas, evacuaciones y operaciones de búsqueda y rescate con aeronaves equipadas como verdaderas UVIS móviles con la ventaja diferencial de su movilidad y capacidad de reacción, que les permite llegar con un menor tiempo de respuesta a lugares inaccesibles para otros medios.
La flota de aeronaves sanitarias de Babcock asciende a 100 helicópteros y 4 aviones entre todos los países en los que opera este servicio: Chile, España, Francia, Italia y Portugal.

### Salvamento Marítimo (SAR)
Inaer, ahora Babcock España, inició su actividad en materia de salvamento y rescate en 1990 siendo la primera compañía en España y segunda en Europa en poner en marcha de este tipo de servicio. El 10 de agosto de 1990, dos helicópteros, el Pesca-1 y Pesca-2 inauguraban el servicio para la Junta de Galicia, colaborando estrechamente con Protección Civil y el 061 y con las tareas de vigilancia marítima.
Actualmente Babcock realiza servicios de salvamento, búsqueda y rescate en la mar, evacuaciones médicas, lucha contra la contaminación en el medio marino, control y ayuda al tráfico marítimo, servicios de remolque y difusión de avisos a la navegación para la Sociedad de Salvamento y Seguridad Marítima (SASEMAR), adscrita al Ministerio de Fomento a través de la Dirección General de la Marina Mercante. Inaer opera para dicho servicio una flota de 11 helicópteros y 3 aviones equipados con sensores de última generación.

### Prevención y Extinción de Incendios
Babcock España presta servicios de prevención y lucha contra incendios forestales en España desde 1983 y opera para el Ministerio de Agricultura, Alimentación y Medio Ambiente y numerosas comunidades autónomas. La compañía cuenta con una flota de 80 helicópteros en España, Italia y Portugal y 29 aviones anfibios en España e Italia.

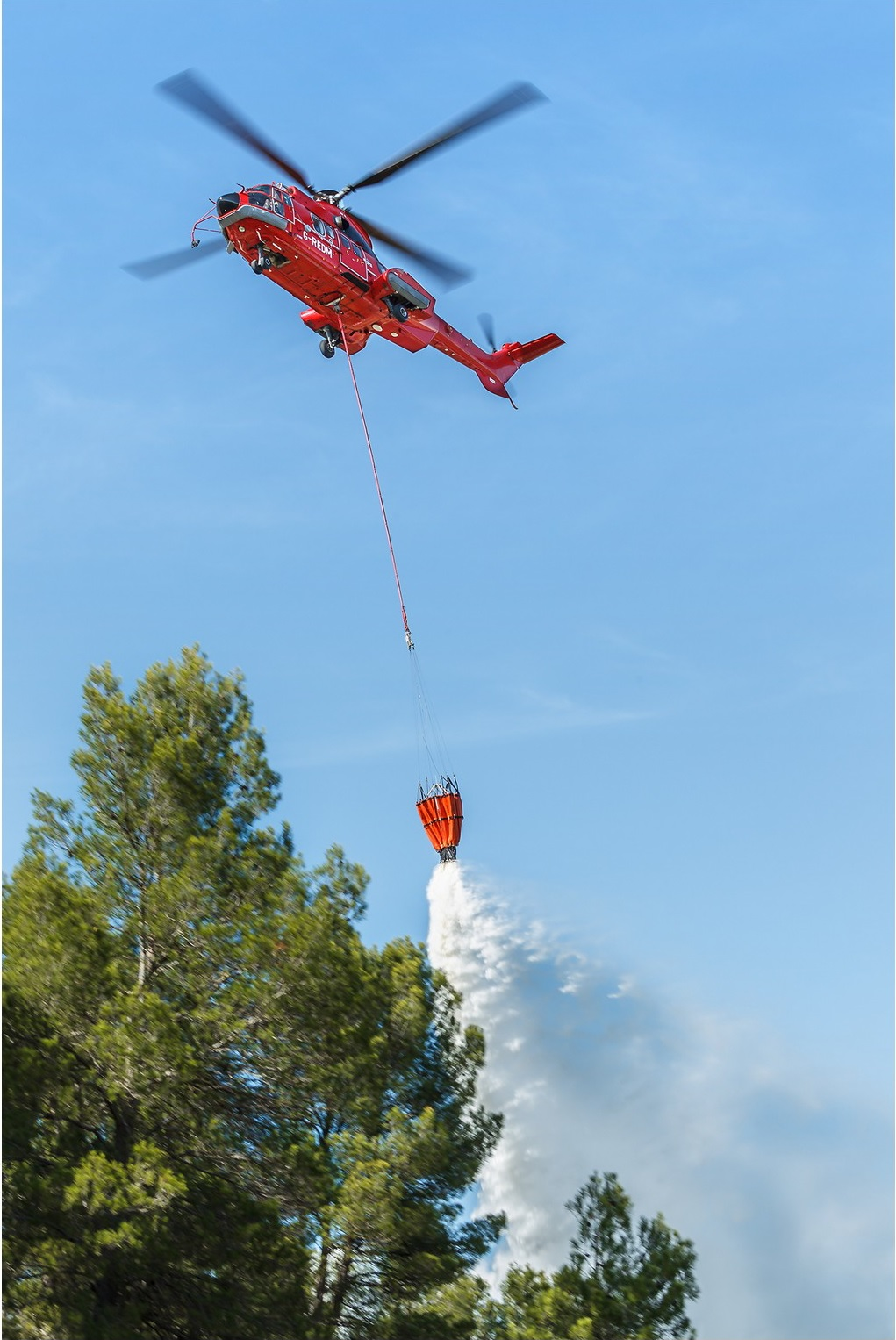
AS332L2 MkII Extinción Incendios

### Vigilancia de Costas y pesquera
Desde 1986, Inaer, ahora Babcock España, se responsabiliza de la operación y mantenimiento de la flota de helicópteros del Servicio de Vigilancia Aduanera para la Agencia Tributaria. El departamento de Vigilancia Aduanera participa activamente en la lucha contra el narcotráfico, así como en la protección de fronteras y la represión del contrabando.
La compañía opera 3 aeronaves distribuidas en las diferentes bases del litoral español. Además, Babcock también opera los medios aéreos de la Secretaría General del Mar, 5 helicópteros y 3 aviones, cuyo objetivo es garantizar el cumplimiento de la legislación nacional y comunitaria en materia de conservación, protección y regulación de los recursos pesqueros en el caladero nacional.

### Asistencia Plataformas Petrolíferas
Babcock España lleva a cabo servicios de transporte de pasajeros, avituallamiento y transporte de material a plataformas petrolíferas de empresas como Repsol YPF, ENI, Shell, Saipen y Premier Oil, entre otras. La compañía cuenta con más de 38 años de experiencia y cumple con los requisitos de la normas HSE (Health and Safety Environment) y QA (Quality Assurance).

### Mantenimiento de aeronaves
Babcock España realiza el mantenimiento completo de helicópteros y aviones de su propia flota y de terceros en los diferentes Centros de Mantenimiento Aeronáutico (CMA) de los que dispone la compañía y es considerada como "Service Station Centre" de los principales fabricantes mundiales de helicópteros y motores contando con capacidad de mantenimiento simultáneo de 31 aeronaves.

## Flota
Babcock España opera alrededor de 160 aeronaves (helicópteros y aviones). Se trata de una de las flotas más modernas de Europa, con la última tecnología y adaptadas a las necesidades y peculiaridades de cada operación. La compañía cuenta con un amplio programa de inversiones para la adquisición y renovación de sus aeronaves.
Los Centros de Mantenimiento Aeronáutico de Babcock se responsabilizan de que las aeronaves sean revisadas y evaluadas constantemente para ofrecer la máxima seguridad y fiabilidad, cumpliendo escrupulosamente con los requerimientos técnicos del fabricante y la normativa aeronáutica vigente.
En 2014 Inaer España opera la siguiente flota de helicópteros y aviones:
| Modelo          | Tipo             | Cantidad | Tipo de misión            |
| --------------- | ---------------- | -------- | ------------------------- |
| A109 E          |                  | 14       | HEMS                      |
| AB412           |                  | 4        | Protección Civil          |
| B212            |                  | 7        | Incendios                 |
| B412            |                  | 1        | Incendios                 |
| B412            | EP               | 6        | Offshore                  |
| B412            | HP               | 2        | Incendios                 |
| AT802           |                  | 2        | Incendios                 |
| AS350B3         |                  | 11       | Incendios                 |
| AS355N          |                  | 2        | Coordinación de incendios |
| SA365N1         |                  | 2        |                           |
| AS350N3         |                  | 3        | Vigilancia aduanera       |
| AS350N3         |                  | 4        | Vigilancia pesquera       |
| AW139           |                  | 13       | SAR                       |
| B 407           |                  | 10       | Incendios                 |
| Beechcraft B200 |                  | 3        | HEMS                      |
| C 550 B         |                  | 1        |                           |
| BO105           |                  | 3        | Vigilancia aduanera       |
| Canadair CL 215 |                  | 2        | Incendios                 |
| Canadair CL 415 |                  | 1        | Incendios                 |
| CASA C212       | 400              | 3        | Vigilancia pesquera       |
| CN235           | 300              | 3        | SAR                       |
| EC135           | P2               | 1        | HEMS                      |
| EC135           | T2               | 9        | HEMS                      |
| EC135           | T2+              | 3        | HEMS                      |
| EC145           |                  | 1        | HEMS                      |
| BK 117          | B2               | 1        | Vigilancia aduanera       |
| Kamov KA32A     | 11 BC            | 10       | Incendios                 |
| Super Puma      | AS332 Super Puma | 2        | Incendios                 |
| S76C+           |                  | 2        | SAR                       |
| S61N            |                  | 2        | SAR                       |
| Vulcanair P68   |                  | 2        | Coordinación de incendios |
| Sokol W-3A      |                  | 5        | Incendios                 |

## I+D
Una parte importante de la actividad de Babcock se centra en la investigación y desarrollo de nuevos sistemas que hagan más eficaces las tareas de la compañía en labores de emergencia. Un ejemplo de esta actividad es el sistema EINFOREX, una tecnología desarrollada por la compañía que permite la captura y transmisión de imágenes reales del incendio de manera instantánea al puesto de mando avanzado calculando superficies y detectando zonas calientes, lo que permite identificar los focos activos del incendio, la progresión del fuego y facilitar así la toma de decisiones y la estrategia de extinción.
El sistema EINFOREX ya está operativo en seis aeronaves en España, pertenecientes tanto al Ministerio de Agricultura, Alimentación y Medio Ambiente (2 aviones de coordinación y observación, conocidos como “ACO”), como a las comunidades autónomas de Murcia (1 avión), Aragón (1 helicóptero), Comunidad Valenciana (1 helicóptero) y Extremadura (1 helicóptero).
Asimismo, Babcock lidera el proyecto Prometeo. Con el título “Tecnologías para el combate integral contra incendios forestales y para la conservación de nuestros bosques”, en este proyecto colaboran 15 empresas: además de Babcock Helicópteros, están Hispasat, Indra Espacio, Indra Software, Elecnor Deimos, Telvent, Abengoa, Expace Maxam, Geacam, Vaersa, Isdefe, Babcock Mainetenance, Aries Ingeniería, Tecnosylva, Brainstorm e Innovatec. También forman parte activa del mismo 15 organismos públicos de investigación repartidos por todo el territorio español. Prometeo tiene un presupuesto de 23 464 120 €, a desarrollar en cuatro años,  y ha contado con una subvención de 10 255 901 € procedente de fondos FEDER gestionados por el Ministerio de Ciencia e Innovación a través del CDTI. Unas cifras que lo convierten en el mayor proyecto de investigación aplicada concedido a un consorcio empresarial en nuestro país en materia de lucha contra incendios forestales.
Los objetivos de este proyecto son:
- Optimizar los recursos de que disponen las administraciones públicas para minimizar el riesgo ante incendios forestales y mitigar los daños medioambientales en caso de incendio.
- Reducir el número y la magnitud de los grandes incendios forestales, maximizando la seguridad de los dispositivos de extinción.

## Accidentes e incidentes
El último accidente aéreo de INAER ocurrió el 20 de diciembre de 2013 (B212, sin víctimas, Cheste-Comunidad Valenciana). Sin accidentes durante 2014, 2015, 2016.

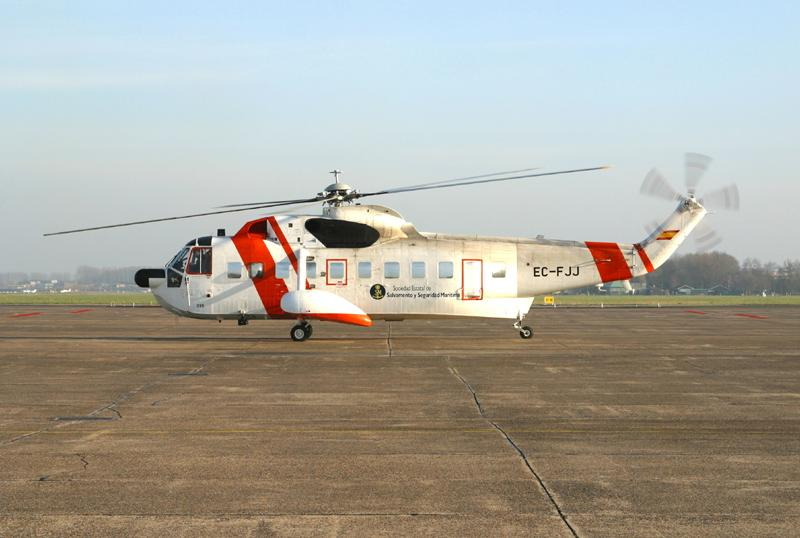
El Sikorsky S-61N (EC-FJJ) accidentado en 2006, en una fotografía del año 2005.

- 8 de julio de 2006: Un Sikorsky S-61N con matrícula EC-FJJ se estrelló en el mar cerca de Tenerife, falleciendo 6 personas.[27]
- 13 de junio de 2007: Un Bell 212 con matrícula EC-FBM se estrelló en Oñate (Guipúzcoa) en un vuelo de traslado, falleciendo 2 personas.[28]
- 21 de enero de 2010: Un AW139 con matrícula EC-KYR se estrelló en el mar cerca de Almería durante un entrenamiento, falleciendo 3 personas. Según el informe final publicado por la CIAIAC en octubre de 2012, el accidente del helicóptero EC-KYR resonde a las características de un vuelo controlado contra el agua producido por una percepción errónea del comandante sobre la altitud a la que se encontraba como consecuencia de una ilusión visual generada al utilizar referencias externas, de una interpretación errónea en la lectura de los instrumentos o de una combinación de ambas y a una falta de monitorización de los parámetros de vuelo por parte del copiloto. La CIAIAC establece en este informe una serie de recomendaciones sobre seguridad dirigidas a AESA, Sasemar e INAER. Por su parte, INAER había implementado con anterioridad gran parte de las recomendaciones que posteriormente fueron recogidas en el informe de la CIAIAC tras el accidente. Aunque, tal y como se describe en el informe emitido por la comisión, todos estos aspectos de mejora y recomendaciones no guardan nexo causal con este trágico accidente.[29][30]
- 19 de marzo de 2011: Un Bell 407 con matrícula EC-KTA se estrelló en Villastar (Teruel) durante un incendio forestal, falleciendo 6 personas.[31] El informe final de la investigación realizada por la Comisión de Investigación de Accidentes e Incidentes de Aviación Civil, CIAIAC,[32] apunta que el helicóptero accidentado, un Bell 407, fabricado por Bell Helicopter Textron en 2008 y destinado a operaciones de prevención y extinción de incendios para el Gobierno de Aragón, disponía de certificado de aeronavegabilidad vigente. Además había sido sometido tanto a su revisión trimestral así como a la revisión diaria pre-vuelo antes de ser activado. El informe definitivo publicado por la Comisión de Investigación de Accidentes e Incidentes de Aviación Civil (CIAIAC) del Ministerio de Fomento, publicado el 10 de junio de 2014, confirma que el accidente ocurrió como consecuencia de la pérdida de control de la aeronave motivada por un fallo en el sistema hidráulico. Queda establecido, por tanto, que no existe ninguna responsabilidad por parte de INAER en las causas que propiciaron este accidente fatal.[33] LA CIAIAC establece en su informe cuatro recomendaciones de seguridad operacional, dos para los fabricantes del helicóptero y dos para Transport Canada. A los fabricantes se les recomiendan revisar sus sistemas de producción y control para garantizar la calidad de los productos suministrados. A Transport Canada, la CIAIAC le recomienda que establezca mayores medidas de control de calidad y revise sus criterios de evaluación y valoración para la determinación de emisión de Directivas de Aeronavegabilidad.
- 7 de junio de 2011: Un Bell 407 con matrícula EC-IMZ se estrelló en Villasana de Mena (Burgos) durante la inspección de líneas eléctricas, falleciendo 2 personas.[34]
- 30 de septiembre de 2011: Un Bell 212 con matrícula EC-GIC y un Bell 212 con matrícula CC-CIS colisionaron en vuelo en Bienservida (Albacete) mientras cargaban agua para extinguir un incendio forestal, falleciendo 1 persona.[35]
- 22 de marzo de 2012: Un accidente del avión medicalizado Beechcraft B-300 con matrícula CC-AEB se estrelló con la ladera de un cerro a las cercanías de Puerto Williams (Chile) con 8 pasajeros a bordo, fallecen los 5 tripulantes y 3 pasajeros.
- 2 de julio de 2012: Un Bell 412 con matrícula EC-KSJ se estrelló en Yátova (Valencia) durante un incendio forestal, falleciendo 1 tripulante.[36]
- Desde que Babcock International adquirió INAER no se han registrado más accidentes en la compañía, reforzando así la apuesta de la compañía por la seguridad.

## Controversias
El 24 de marzo de 2010, la Confederación General del Trabajo (CGT) interpuso una denuncia ante Inspección de Trabajo, contra Inaer, por presuntas irregularidades en las condiciones de trabajo de los empleados de la empresa y la falta de formación, así como que se investigasen los motivos de la alta siniestralidad de esta empresa. En octubre de 2010, Inspección de Trabajo, actuando de oficio, procedió a incoar un expediente sancionador a Inaer. Los inspectores detectaron la «falta de formación HEED para pilotos y para todos los tripulantes en simulador Dunker», así como el incumplimiento por parte de la empresa en materia de seguridad y salud.
En noviembre de 2010, el Colegio Oficial de Pilotos de Aviación Civil (COPAC), denunció a Inaer, ante la Agencia Estatal de Seguridad Aérea (AESA), argumentando un presunto incumplimiento de sus obligaciones de entrenamiento a las tripulaciones en materia de prevención de riesgos laborales.
Asimismo, el Sindicato Español de Pilotos de Líneas Aéreas (SEPLA), indicó tras el accidente de dos Bell 212 de Inaer en septiembre de 2011, que en el periodo de cinco años, entre 2006 y 2011, se contabilizaron un total de 20 tripulantes muertos en accidentes de helicópteros de esta empresa.
En enero de 2016, agentes del Cuerpo Nacional de Policía accedieron a la sede central de INAER en Muchamiel para su registro por la presunta vinculación de la empresa en una trama de corrupción que podría afectar a varios contratos suscritos por la mercantil. Su implicación en ese escándalo tuvo repercusión mediática nacional e internacional.
Los trabajadores de Babcock iniciaron el 18 de mayo de 2019 una huelga contra los recortes que ha puesto sobre la mesa la multinacional británica, socia de la Junta en el aeródromo de Rozas y la principal concesionaria de medios aéreos de emergencia en Galicia. Las dificultades financieras que atraviesa la antigua Inaer han derivado en un deterioro del servicio, según los sindicatos, y, finalmente, en una propuesta de reducción salarial para los trabajadores. Este viernes, la plantilla inició una huelga con muy amplio seguimiento, presentando un calendario de paros repartidos en 27 jornadas de mayo, junio y julio.